# Иверсен, Владимир Эдуардович
Владимир Эдуардович Иверсен (нем. Woldemar Alexander Eduard Iversen; 1845—1900) — русский натуралист-популяризатор, автор книг и статей по естествознанию, зоологии, орнитологии, шелководству, иппологии; библиотекарь.

## Биография
Родился 23 января (4 февраля) 1845 года. Его родители: отец, Эдуард Иванович (Hermann Eduard) Иверсен (13.09.1817, Дерпт — 18.06.1848, Санкт-Петербург) — был лектором немецкого языка в Санкт-Петербургском университете (1840—1848), а также учителем в Петербургском коммерческом училище (1841—1848) и в Екатерининском институте (1842—1848); мать, Екатерина Ивановна Кэршнер (Emilie Catharine Kärschner) — дочь австрийского подданного Ивана Кондратьевича Кэршнера.
Учился в петербургском Коммерческом училище (был пансионером императрицы Александры Фёдоровны). В 1871—1884 годах был библиотекарем Императорского Вольного экономического общества, а в 1885—1897 годах — Петербургского технологического института. В 1876—1883 годах преподавал естественную историю в ремесленном училище цесаревича Николая.
Был членом Санкт-Петербургского общества естествоиспытателей и Императорского российского общества садоводства, действительным членом Русского энтомологического общества.
Проводил просветительские беседы по естествознанию, зоологии, шелководству. Автор большого числа книг и статей по естествознанию.
Умер 15 (28) ноября 1900 года. Похоронен на Волковском православном кладбище.

## Семья
Был дважды женат. Первая жена (с 9 августа 1872): Елизавета Егоровна Иванова (1836 — 14.03.1888), детей у супругов не было. Старшая дочь, Матильда
Вторая жена (с 8 мая 1888): Вера Ивановна Михайлова (1861—?), сотрудница библиотеки Технологического института. Их дети:
- Вера (23.02.1881—21.01.1893)
- Надежда (12.12.1882—?)
- Владимир (18.12.1886—?)
- Екатерина (10.08.1888—?).